# دکتر غریبه
دکتر غریبه (به انگلیسی: Doctor Stranger، به کره‌ای: 닥터 이방인) یک مجموعه تلویزیونی کره جنوبی سال ۲۰۱۴ با بازی لی جونگ سوک، جین سه یون، پارک هه جین و کانگ سو را است. این سریال از ۵ مه تا ۸ ژوئیه ۲۰۱۴، دوشنبه و پنجشنبه‌ها ساعت ۲۱:۵۵ (به وقت کره جنوبی) از اس‌بی‌اس برای ۲۰ قسمت پخش شد.

## خلاصه داستان
در کودکی پارک هون (لی جونگ سوک)، با فریب دادن وی و پدرش آنها را به کره شمالی فرستادند. پس از فرستاده شدن به کره شمالی، از بازگشت به کره جنوبی منع شدند. در کره شمالی، پدر پارک هون (که قبلاً پزشک معروفی بود) به وی پزشکی آموزش داد. وی پس از تحصیل در دانشکده پزشکی در کره شمالی جراح قلب و عروق نابغه‌ای شد. در آنجا، او عاشق و دلباختهٔ سانگ جائه هی (جین سه یون) شد. پس از فوت پدرش سعی کرد با جائه هی به کره جنوبی فرار کند، اما در آخر ارتباط خود را با او از دست داد. پارک هون به تنهایی توانست به کره جنوبی فرار کند.
در کره جنوبی، پارک هون به عنوان پزشک در یکی از بیمارستان‌های برتر، «بیمارستان دانشگاه میونگ وو» شروع به کار کرد. در همین حال، او دختری را پیدا کرد که دقیقاً شبیه جه هی بود، دکتر هان سونگ هی که ادعا می‌کرد پارک هون را نمی‌شناسد.

## بازیگران

### اصلی
- لی جونگ سوک در نقش پارک هون
  - گو سونگ هیون در نقش کودکی پارک هون

یک فرد اهل کره جنوبی که پس از مجبور شدن پدرش به زندگی در کره شمالی، در آنجا بزرگ شد. او برای اینکه پزشکی نابغه شود، آموزش دید و بعدها به کره جنوبی رفت تا با عشق خود زندگی بهتری داشته باشد.
- - جین سه یون در نقش سونگ جه هی / هان سئونگ هی[۱]
  - سو جی هی در نقش جوانی سونگ جه هی

جه هی نیمه گمشده پارک هون است که هنگام فرار از کره شمالی از وی جدا شد. سونگ هی زنی اهل کره شمالی، متخصص بیهوشی طب شرقی است.
- پارک هه جین در نقش هان جه جون / لی سونگ هون
  - کیم جی هون در نقش کودکی لی سونگ هون

نابغه‌ای فارغ‌التحصیل از دانشگاه هاروارد که برای انتقام گرفتن از بیمارستان میونگ وو پزشک شده‌است. او همچنین رقیب پارک هون است.
- کانگ سو را در نقش اوه سو هیون
  - شین سو یون در نقش کودکی اوه سو هیون

دختر رئیس بیمارستان میونگ وو (جراح قلب و عروق)

### سایر بازیگران
- پارک‌ها جون در نقش چا جین سو (نماینده کره شمالی)
- چون هو جین در نقش نخست‌وزیر جانگ سوک جو
- جئون گوک هوان در نقش اوه جون گیو (پدر سو هیون و رئیس بیمارستان میونگ وو)
- چوی جونگ وو در نقش مون هیونگ ووک
- نام میونگ ریول در نقش چوی بایونگ-چئول
- یون بو را در نقش لی چانگ یی
- کیم سانگ هو در نقش یانگ جئونگ هان
- هوانگ دونگ جو در نقش گوم بونگ هیون
- کانگ ته هوان در نقش اوه سنگ جین
- لی جه وون در نقش کیم چی گیو
- کیم بو می در نقش کیم آه میونگ (خواهر کوچکتر چی گیو)
- اوم سو جونگ در نقش مین سو جی
- هان یون سون در نقش یون مین سه
- جونگ این جی در نقش کیم ته سول
- کیم جی یون در نقش منشی جون گیو
- کیم یونگ گون در نقش رئیس‌جمهور هونگ چان سانگ
- کیم جی یونگ در نقش جونگ مین
- کیم سانگ جونگ در نقش پارک چول (پدر پارک هون)
- ژانگ لیانگ در نقش شان ژانگ (دوست جه جون)
- یونگ هه این در نقش پرستار

## تولید و پخش
کارگردان جین هیوک پیش از این فیلم‌های Brilliant Legacy (۲۰۰۹)، City Hunter (۲۰۱۱)، Master's Sun (۲۰۱۳) را کارگردانی کرده بود. پارک جین وو، فیلم نامه نویس پیشین، توطئه در دربار (۲۰۰۷) و سرزمین بادها (۲۰۰۸) بوده‌است.
در چین، حق پخش آنلاین درام هر قسمت ۸۰۰۰۰ دلار فروخته شد و این درام برای پخش آنلاین در Youku و Tudou در دسترس قرار گرفت. با توجه به موفقیت این درام در چین، در حال حاضر چین برای تبدیل این سریال به فیلم با پایانی متفاوت برنامه‌هایی در سر دارد. به نقل از وب سایت DailyNK، که در مورد مسائل مربوط به کره شمالی گزارش می‌دهد، این درام در میان جوانان کره شمالی که آن را به‌طور غیرقانونی در jangmadang (بازارها) پیدا می‌کنند، بسیار محبوب است.

## جوایز و نامزدی‌ها
| سال  | مراسم                  | عنوان                                | گیرنده      | نتیجه    |
| ---- | ---------------------- | ------------------------------------ | ----------- | -------- |
| ۲۰۱۴ | هفتمین جوایز درام کره  | جایزه برترین بازیگر مرد              | لی جونگ سوک | نامزدشده |
| ۲۰۱۴ | هفتمین جوایز درام کره  | جایزه بازیگر برتر زن                 | کانگ سو را  | برنده    |
| ۲۰۱۴ | سومین جوایز اپان استار | جایزه برتر بازیگر زن در یک مینی‌سریال | جین سه یون  | نامزدشده |
| ۲۰۱۴ | سومین جوایز اپان استار | جایزه برتر بازیگر زن در یک مینی‌سریال | کانگ سو را  | نامزدشده |
| ۲۰۱۴ | سومین جوایز اپان استار | جایزه ستاره محبوب، بازیگر زن         | جین سه یون  | برنده    |
| ۲۰۱۴ | جوایز درام اس‌بی‌اس      | جایزه ویژه اس‌بی‌اس                    | لی جونگ سوک | برنده    |
| ۲۰۱۴ | جوایز درام اس‌بی‌اس      | جایزه برتر بازیگر زن، در یک درام     | جین سه یون  | نامزدشده |
| ۲۰۱۴ | جوایز درام اس‌بی‌اس      | جایزه برتر بازیگر زن، در یک درام     | کانگ سو را  | نامزدشده |